# Kościelnik

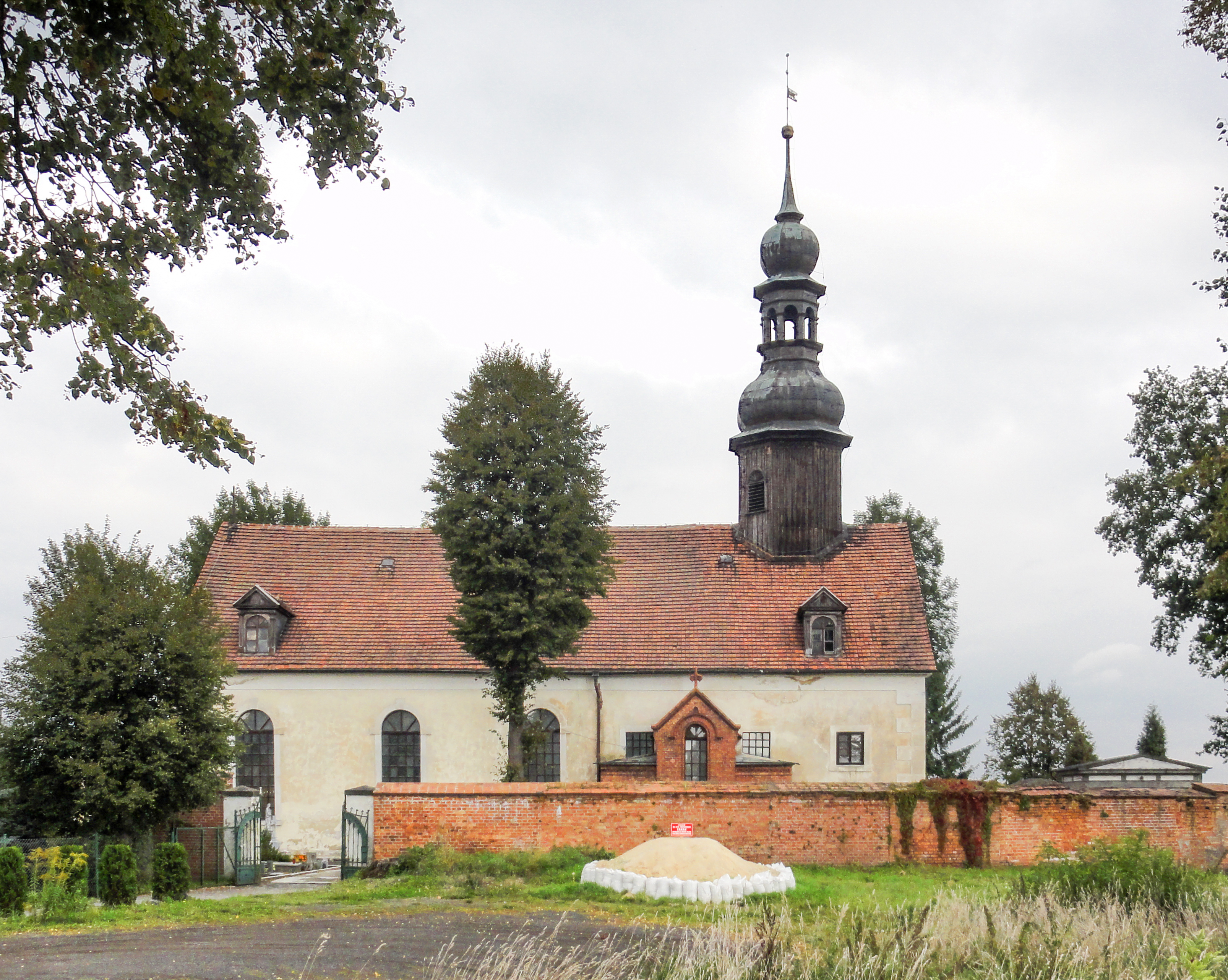
Dorfkirche St. Johannes der Täufer (bis 1945 evangelische Mutterkirche)

Kościelnik (deutsch Holzkirch) ist ein Ort in der Landgemeinde Lubań im Powiat Lubański der Woiwodschaft Niederschlesien in Polen.

## Geographie
Kościelnik liegt in der Oberlausitz am linken Ufer des Queis, etwa fünf Kilometer südlich von Lubań (Lauban) und 27 Kilometer südöstlich von Görlitz. Über den Queis führen hier Brücken zu östlich gelegenen Nachbarorten wie Jałowiec (Wingendorf) und dem schlesischen Dorf Kościelniki Średnie (Mittel-Steinkirch).
Eine Anhöhe in der Nähe des ehemaligen Schlossparks bietet Aussicht zum oberen Queistal und die Kette der Sudeten von Frýdlant v Čechách in Tschechien bis nach Schmiedeberg in Polen.

## Geschichte
Um 1305 als „Cunnersdorf“ oder „Konradsdorf am Queis“ gegründet, ist Holzkirch seit 1346 als Kirchort belegt. Während der Reformation 1542 wurde es 1542 evangelisch. Holzkirch war früher eine Eigentumsortschaft von Lauban gewesen, wurde der Stadt im Oberlausitzer Pönfall jedoch weggenommen. Am 28. Oktober 1549 wurde Holzkirch für 1600 Taler an Hans von Nostitz auf Tzschocha, einen Vetter des Amtshauptmanns Ulrich von Nostitz, veräußert.
Das Rittergut und Bauerndorf lag wegen seiner Brücken an einer wichtigen Durchzugsstraße und erlitt mehrfach Verwüstungen durch durchziehende Heere u. a. der Hussiten (1431) und Karl XII. von Schweden (1706), aber auch durch verheerende Hochwasser.
Im 18. Jahrhundert wurde die heutige Kirche St. Johannes der Täufer errichtet. Gegen Ende des 18. Jahrhunderts, als ein von Ponikau und Pilgramsdorf auf dem Rittergut saß, gingen am Morgen des 13. August 1798 die herrschaftlichen Wohn- und Wirtschaftsgebäude aufgrund zuvor angekündigter Brandstiftung in Flammen auf. Es entstand erheblicher Sachschaden, und das Archiv des Patrimonialgerichts einschließlich der Schöffenbücher gingen verloren.
Um 1857 gehörte das Gut Holzkirche den Wilhelm von Reibnitz. Im 19. Jahrhundert wurde Holzkirch an die Eisenbahnstrecke Marklissa–Lauban angeschlossen. Die ansässigen Ziegeleien lieferten Dachziegel und Klinker. Eine Lederpappenfabrik produzierte Stiefelabsätze.
Als Besitzer des Ritterguts werden 1894 die von Moserschen Erben genannt. Die briefadelige Familie von Moser stammt ursprünglich aus Holstein, deren Stammvater Johann Georg Moser Oberhofbaurat zu Berlin war. Der Nachfahre, Platzingenieur und Garnisonsbaudirektor Karl von Moser, wurde 1837 nobilitiert. Sein Sohn Gustav von Moser (1825–1903) ist dann der Bevollmächtigter der von Moserschen Erben für Holzkirch. Er war auch Ehrenritter des Johanniterordens und herzoglich coburgischer und gothischer Hofrat, verheiratet seit 1856 mit Mathilde Freiin von Reibnitz-Holzkirch. Der Sohn Waldemar von Moser-Holzkirch wurde später Arzt. Er ging mit seinem Bruder Hans von Moser auf das bekannte Vitzthumschen Gymnasium in Dresden.
Der Gutsbezirk Holzkirch, der zum damaligen Zeitpunkt an Karl Pfeiffer verpachtet war, umfasste eine Fläche von 302 Hektar, wovon 117 Hektar Ackerboden, 51 Hektar Wiesen, 116 Hektar Wald, zwei Hektar Gewässer und 16 Hektar Hoffläche waren. Zum Rittergut gehörten eine Brauerei und eine Ziegelei. 1937 gehörte das Gut der Stadtgemeinde Lauban, als Bevollmächtigter agierte Hans von Lüder. Die Stadtziegelei war in Pacht bei Hubert Wiesenhütter.
Im Jahr 1945 gehörte Holzkirch zum Landkreis Lauban im Regierungsbezirk Liegnitz der preußischen Provinz Schlesien des Deutschen Reichs.
Im Frühjahr 1945 wurde die Region von der Roten Armee besetzt und nach Ende des Zweiten Weltkriegs zusammen mit einem Teil Brandenburgs und dem größten Teil Schlesiens von der Sowjetunion gemäß dem Potsdamer Abkommen der Volksrepublik Polen zur Verwaltung unterstellt. In der Folgezeit wurden die einheimischen Dorfbewohner von nach Kriegsende zugewanderten Hilfskräften des kommunistischen polnischen Regimes aus Holzkirch vertrieben.

## Demographie

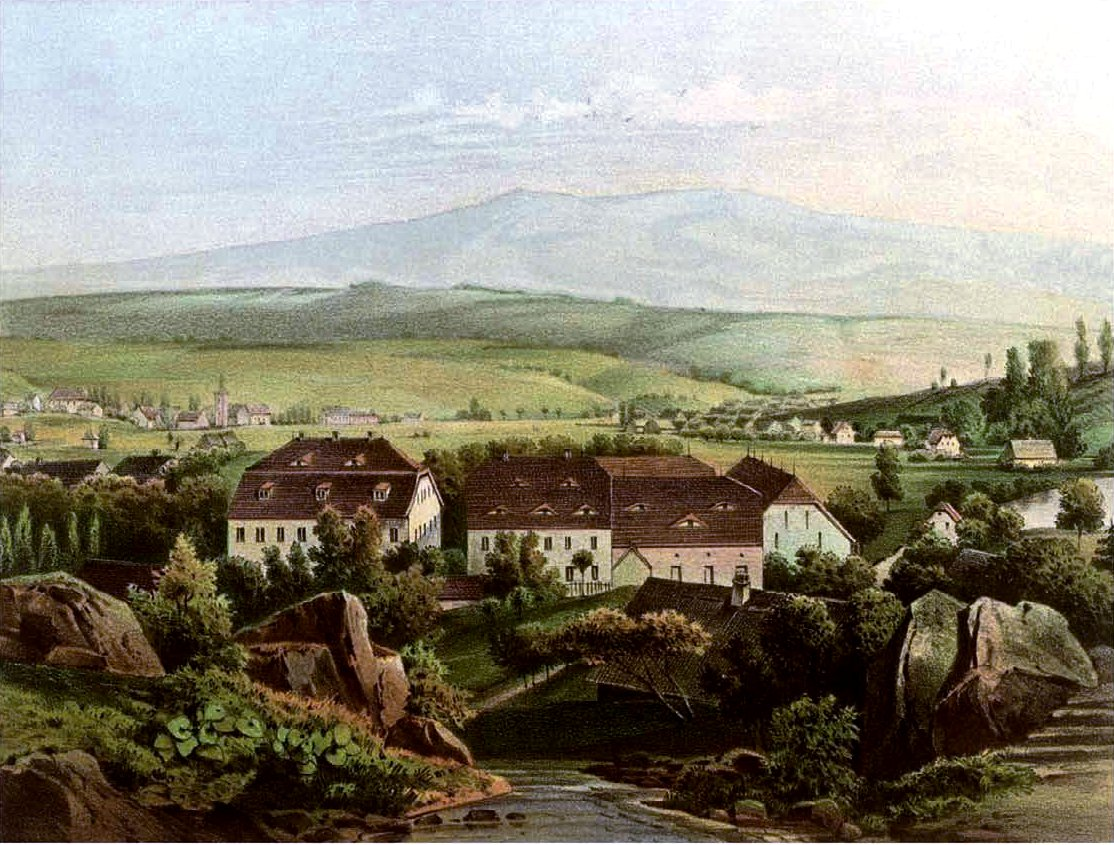
Schloss Holzkirch um 1862/63, Sammlung Alexander Duncker

| Jahr | Einwohner | Anmerkungen |
| ---- | --------- | --- |
| 1818 | 469       | [ 10 ] |
| 1825 | 513       | in 80 Wohnhäusern, zwei katholische Einwohner                                                                                         |
| 1840 | 492       | in 82 Häusern |
| 1858 | 485       | Ende Dezember, in 85 Privatwohnhäusern                                                                                                |
| 1867 | 468       | am 3. Dezember, ohne den Gutsbezirk mit 64 Einwohnern                                                                                 |
| 1871 | 450       | am 1. Dezember, davon 440 Evangelische und zehn Katholiken; ohne den Gutsbezirk mit 62 evangelischen und fünf katholischen Einwohnern |
| 1910 | 515       | am 1. Dezember, ohne den Gutsbezirk mit 47 Einwohnern                                                                                 |
| 1933 | 596       | [ 16 ] |
| 1939 | 611       | [ 16 ] |

## Persönlichkeiten
- Melchior Schäfer (1682–1738), evangelisch-lutherischer Pfarrer, 1709–1712 in Holzkirch
- Christian Benjamin Geißler (* 1743 in Holzkirch, † nach 1809), Wortführer des Sächsischen Bauernaufstandes von 1790